# Luka (gmina Srebrenica)
Luka (cyr. Лука) – wieś w Bośni i Hercegowinie, w Republice Serbskiej, w gminie Srebrenica. W 2013 roku liczyła 161 mieszkańców.